# Stern & Cie
Stern & Cie è una banca d'affari francese.

## Storia

### Ottocento
La "Maison Stern" fu fondata nel 1832 a Parigi da Antoine Jacob Stern, nipote di Salomon Rothschild ed esponente di spicco della cosiddetta Haute Banque dell'Ottocento.
Nel 1842 Antoine Jacob Stern si mise in società con suo fratello Léopold sotto la ragione sociale A. J. Stern et Cie per costituire una delle dieci maggiori banche d'affari europee, che operava soprattutto in Francia e Italia, ma anche in Inghilterra in partecipazione con i cugini che avevano fondato nel 1844 la Stern Brothers. Fecero prestiti anche al governo del Portogallo.

### Novecento
Nel XX secolo la famiglia dei proprietari era azionista della Banque de France ed era una delle principali dinastie di banchieri d'affari francesi, insieme ai rami francesi dei Lazard e dei Rothschild. 
La banca non fu nazionalizzata nel 1981 e non ricevette aiuti dallo stato francese. Nel 1985 la banca fu venduta dall'ultimo discendente, Édouard Stern, a investitori libanesi, Tuttavia, una clausola del contratto di cessione prevedeva che Stern potesse conservare il diritto all'uso del cognome Stern per attività bancarie. Cosicché egli costituì una nuova struttura con un nome simile alla prima, che svolgeva attività simile ed alla quale portò molti dei suoi vecchi clienti. 
Dopo pochi anni, nel 1988, anche la seconda banca fu venduta, questa volta alla Società di banca svizzera, come filiale francese del gruppo svizzero, ma non ottenne i risultati sperati. Cosicché nel 1992 fu ceduta al finanziere Gérard Eskénazi che la fuse con la Banque Pallas France per creare la Banque Pallas-Stern. Questa banca fallì nel 1995.
La prima banca prosegue la propria attività.